# Sway (piosenka)
Sway – anglojęzyczna wersja piosenki w języku hiszpańskim „¿Quién será?”, nagranej w 1953 przez formację Pablo Beltrán Y Su Orchestra. Autorem utworu jest meksykański kompozytor i muzyk Pablo Beltrán Ruiz. W 1954 angielskie słowa napisał Norman Gimbel. 22 kwietnia 1954 „Sway” został nagrany przez Deana Martina i orkiestrę, którą dyrygował Dick Stabile i stał się przebojem docierając w Stanach Zjednoczonych do 15. miejsca Hot 100 Billboardu i szóstego na brytyjskiej liście UK Singles Chart. Singel ukazał się w 1954 nakładem Capitol Records jako 7-calowa płyta (numer kat. F2818). Na stronie B znalazł się utwór „Money Burns a Hole in My Pocket” z filmu z udziałem Martina Living It Up. „Sway” został później umieszczony na składance piosenkarza Hey, Brother, Pour the Wine.

## Lista utworów
1. „Sway” (Pablo Beltrán Ruiz, sł. Norman Gimbel)
2. „Money Burns a Hole in My Pocket” (Jule Styne, Bob Hilliard)

## Chronologiczna lista wykonawców
- 1953 – Pablo Beltrán Y Su Orchestra
- 1953 – Perez Prado
- 1953 – Eileen Barton
- 1954 – Dean Martin
- 1954 – Frank Sinatra
- 1955 – Pedro Infante (film Escuela de vagabundos)
- 1959 – The Peanuts
- 1960 – Bobby Rydell
- 1960 – Perez Prado and Rosemary Clooney
- 1961 – Ben E. King
- 1961 – Ludmiła Jakubczak (po polsku, album Gdy mi Ciebie zabraknie, „Tylko Raz”)
- 1963 – Julie London
- 1963 – Cliff Richard
- 1976 – Bobby Rydell (nowa wersja jego coveru z 1960)
- 1990 – Bjork (album Gling-Gló)
- 1998 – Anita Kelsey (film Mroczne miasto)
- 1998 – El Consorcio (album Quién Será)
- 1999 – Shaft (jako „(Mucho Mambo) Sway”)
- 1999 – Number Nine
- 2000 – Athena – Macera
- 2001 – Mellow Trax
- 2003 – Michael Bublé
- 2003 – Peter Cincotti
- 2004 – Jennifer Lopez (piosenka miała być wykorzystana w filmie Zatańcz ze mną)
- 2004 – Pussycat Dolls (film Zatańcz ze mną)
- 2004 – Arielle Dombasle (jako „Quién Será (Sway)”)
- 2004 – diam’s
- 2005 – Aaron Kwok
- 2005 – Patrick Lindner (album Gigolo)
- 2005 – Walid Soroor
- 2006 – The Puppini Sisters
- 2006 – Tech N9ne
- 2007 – Aleks Syntek
- 2007 – Amr Diab (po arabsku)
- 2007 – Santiago g
- 2007 – Melinda Doolittle
- 2007 – Thomas „Tiger” Marion
- 2008 – Rola Zaki
- 2008 – Vince Giordano & The Nighthawks (film Droga do szczęścia)
- 2009 – Georgia College and State University
- 2015 – Julio Iglesias